# J. S. Fry & Sons

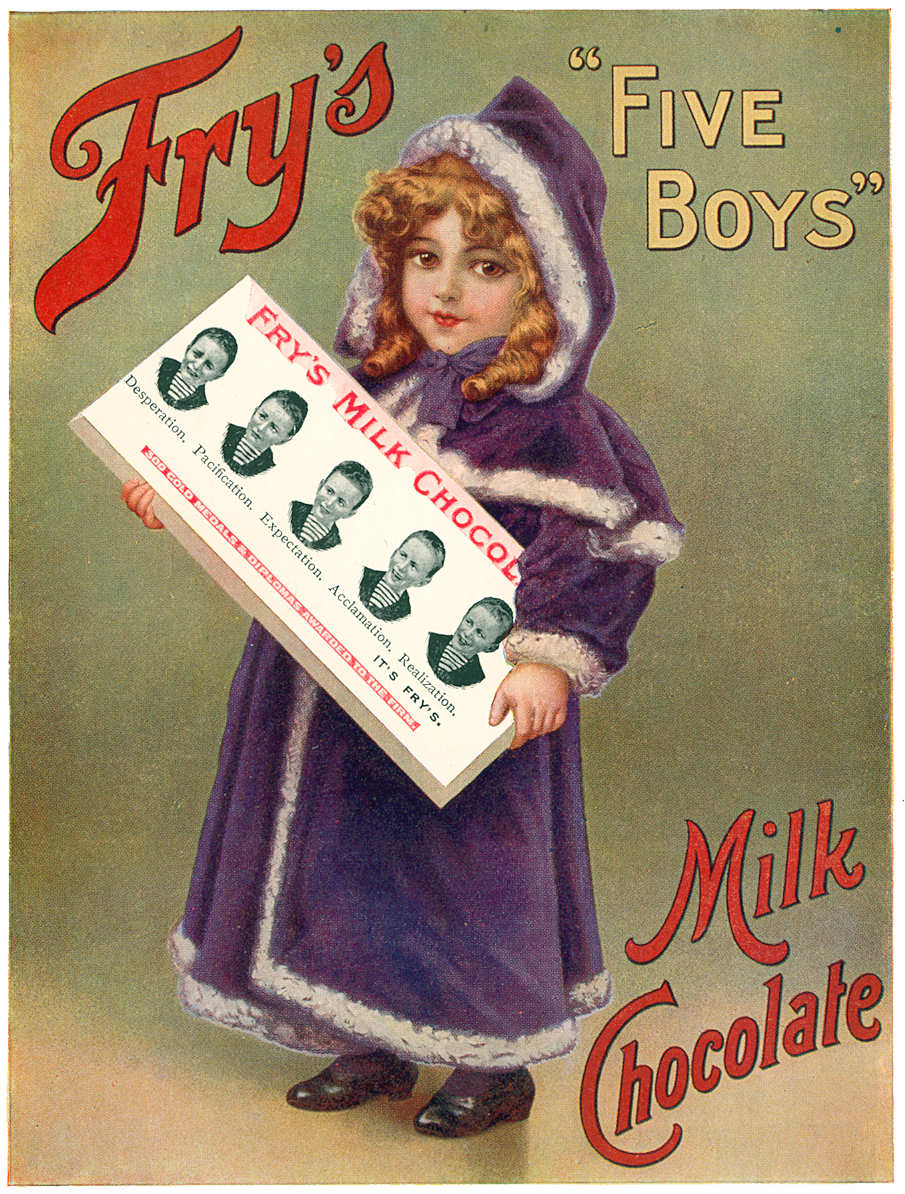
Publicité de Fry's pour le chocolat au lait « Five Boys »

J. S. Fry & Sons était une entreprise de chocolat, située à Bristol et fondée en 1728 par Joseph Fry. Fry's est le plus vieux producteur de chocolat au monde. Elle est devenue filiale de Cadbury Brothers en 1935. Après cette date, l'usine de Fry's était située à Somerdale, dans la ville de Keynsham. En 1847, ils ont créé la première tablette de chocolat dans la fabrique de Keynsham près de Bristol.